# 顾颉刚

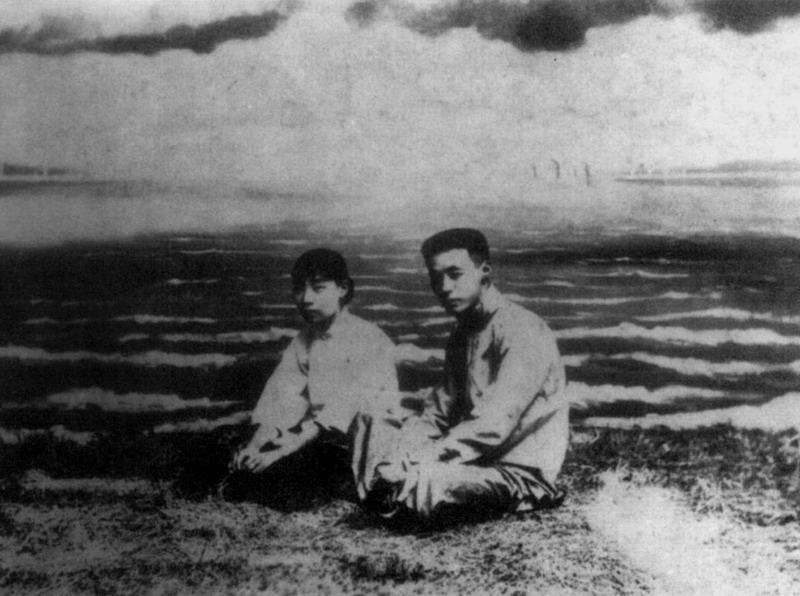
顾颉刚与夫人殷履安1920年8月合影于苏州。

顾颉刚（1893年5月8日—1980年12月25日），原名诵坤，字铭坚，號頡剛，乳名雙慶，江苏苏州人，历史学家、民俗学家，中央研究院院士。古史辨派代表人物，也是中国历史地理学和民俗学的开创者之一。

## 生平
1893年5月8日，顧頡剛生於江蘇省蘇州，還在襁褓中時祖父就教他認字，三歲母親便教他啟蒙。這年父親顧子虬院試中第二名，補廩生。1898年，六歲時入私塾，九歲時轉學，就讀於草橋中學，與葉聖陶同學。1904年，父親被徵召入京師大學堂師範館，後因家貧輟學，以此為憾。1905年，自父親赴北京後往往數十日沒有老師，但顧頡剛回憶，反而在這兩年沒有固定塾師的時候是學業進步最快的。1906年，入長元吳公立高等小學校，接受新式教育。1908年，入蘇州公立第一中學，1909年，顧十七歲時就產生了以學術為志向的願望，1910年，他與葉聖陶等同學編印書籍「哀思錄」。1911年11月5日，蘇州光復，參加學團，剪去辮子。1912年1月，與王伯祥、葉聖陶到中國社會黨蘇州支部成立大會聽江亢虎演講，並加入社會黨。7月，中學畢業，8月初和葉聖陶同被邀為《大聲報》編輯。8月30日，赴滬，入上海私立神州大學，9月20日，因覺得校風不正而返回蘇州，12月2日，與孫幾伊等人北上到社會黨北京支部工作，又與陳翼龍組織天津支部。
1913年1月，歸蘇，3月，去滬投考入北大預科乙類，12月，常與同學毛子水、朱孔平到共和黨本部聽章太炎演講。1914年上半年休學，戲癮大，除生病外，無一日不到，聽戲的同時作評論文章，也開始思考史書和小說等問題。1915年1月3日，同舍好友吳奎霄患猩紅熱病故，悲傷至精神恍惚故歸家休息。6月，患傷寒，學業和考試大多在未去，預科未畢業。
1916年7月，考上北大文科中國哲學門。1918年8月1日，妻子吳徵蘭病故，9月，應葉聖陶、王伯祥之邀到吳縣散遊，認識殷履安，11月，加入新潮社。1919年2月，回杭州省親，五四運動爆發時，給羅家倫等寄信表示支持。1920年4月，搬與郭紹虞同住。5月，羅家倫出國後管理新潮社編輯事務。7月，畢業於北京大学，後留校任助教兼為圖書館工作，雖然有工作但北京各大學出現欠薪狀況，由胡適資助生活。9月，搬到蔣仲川處。1921年2月，搬去潘家洵處，11月，北大研究所國學門開辦，顧頡剛任助教兼圖書館事。1923年1月，任商務印書館職並加入樸社。
1926年10月，張作霖入關後離開北大，接受厦门大学的聘請南下任教。1927年4月，應傅斯年、顧孟餘之邀到廣州國立中山大学任教，並任中央研究院歷史語言研究所的籌備人，後由傅斯年接任；他在中大期間除了古史研究之外還做了很多民俗研究。1929年5月，應燕京大学之聘，9月到國學研究所任教兼學術會議委員。1930年6月，推薦錢穆到燕大任教，12月，主編《燕京學報》。1931年9月，陳垣辭職後轉任哈佛燕京學社研究員兼北大史學系講師，10月，參加燕大中國教職員集會和抗日會。1934年2月，與譚其驤等人始編《禹貢》半月刊，成立禹貢學會兼通俗讀物社。1935年5月，組建北平研究院歷史組。1936年7月，任歷史學系主任，同年正式加入國民黨。
1937年7月，盧溝橋事變後與吳文藻等人致電中央要求抗日。7月22日，南下到歸綏、臨洮。9月24日，到重慶。在云南大学任教，1939年5月，受聘在成都齐鲁大学創辦國學研究所。秋，在成都和陝西馬鶴天的民族事務研究會，重慶的黃奮生的西北大學邊政系合併成立边疆研究会。1941年6月5日，到重慶主持邊疆語文編譯會並主編《文史雜誌》，任副社長。1942年10月，出席第三屆國民參政會，並和梅貽寶和吳文藻籌辦燕大復校。
1943年1月至2月，到國立中央大學專任教授，並幫助顧孟餘主持中大出版社。3月，籌備中國史學會，4月，被推為三青團評議員。並與人合辦大中國圖書公司。這年殷履安去世後，他十分悲痛，但他也終於有機會向譚慕愚求婚，但遭到拒絕，隨後經友人介紹認識了張靜秋，於1944年7月1日結婚。1945年，齊魯大學起學潮，遂到重慶工作，任復旦大學教授。1946年2月7日，回北京，7月，任大中國圖書公司總經理，8月，任社會教育學院教授，應蘭州大學校長辛樹幟聘任歷史系教授兼主任。9月，與馬蔭良商議組織民眾讀書社。11月，他已退出了國民黨但仍參加制憲，並回復旦任教。1948年1月，辭復旦職務。3月，當選為中央研究院第一屆院士。4月，全程參與了國民大會的選舉，並為李宗仁助選。後到蘭州大學任教並在西北師範學院兼課。12月7日，返滬。
1949年5月，在誠明文學院任教，1951年9月，該院併入私立上海學院。7月1日，「新史學會」籌備委員會在北京成立，他和陳寅恪同被排除在籌備委員會外。1951年，在上海文物管理委員會工作。1952年7月29日，參加上海學院「互助小組」時，曾嚴厲質問蘇聯為什麼不歸還從中國奪去的土地。三反和思想改造運動結束後，上海學院解散，顧被分配到復旦大學。1954年2月，受中央所聘任中国科学院历史研究所第一所專任研究员。8月22日，自上海搬家到北京，從此定居下來。9月，參加批判胡適、俞平伯的運動。冬，擔任第二屆政協的特邀委員。1955年夏，參加侯外廬在歷史研究所展開的肅反，批判胡風，並自我檢討；10月，參加中國民主促進會。1956年夏，和全國人大代表和政協委員到東三省參觀。
1957年，整風運動時赴小湯山療養院休養，後轉至青島療養院。1958年，返京後參加整風，並當選第三屆全國政協委員。1962年1月，到廣東參觀。1965年9月，患乙狀結腸氣囊腫到北京醫院治療，後到香山療養所休養。10月，幫助蘇聯科學院中國研究所副所長维亚特金翻譯史記。1966年1月，開始閱讀毛澤東和馬列主義著作。文化大革命爆發後，8月22日，顧頡剛被定為“反動學術權威”，戴高帽，受批判，每天到歷史所勞動直到9月28日因身體不適停止。1967年，寫檢討，多年的日記被歷史所人員拿去審查。1968年5月，被歷史所批鬥，後重複寫檢討材料和思想匯報並到所參加運動的生活。1970年，因病免於下放。1972年到1977年任廿四史工作，並與1972年當選第四屆人大代表。1979年，任中國社科院研究生院導師。1980年，多在醫院，顧頡剛晚年身體較差，有便血等症狀。12月25日，腦溢血逝世，遺體捐給中國醫學科學院供解剖使用。

## 思想

### 學術與事業
在20年代到30年代，他一直認為自己是一個純粹的學者，學術和政治應是截然二分的，過去因為學術和政治不分，因而使中國沒有為學術而學術的傳統，從而使得科學無法成長，他指責舊知識分子是為了物質上的地位和好處而做了貴族統治的寄生理論家。但在1942年，他在日記中寫道“許多人都成我為純粹學者，而不知我事業心之強烈更在求知欲之上。”由此看他並非是全然不理事業，這也是他對自己在1931年不斷跨足政界、商界/出版界的解釋。正如余英時指出的，他的事業心的根基仍在學術，堅持普及化的知識必須以最嚴肅的學術研究為源頭。他將“整理國故”列為他事業中的一項，接著才是“民眾教育”和“邊疆開發”，所以他的事業都是從學術領域延伸出來的文化事業，而沒有任何政治野心。他追求的是擴大學術的影響力，而不是自己的權力。

### 古史辨
按照顧頡剛的看法，要救助民眾、建立民國，唯有徹底評價傳統的制度和學術。他用發生學的方法研究出某一種特別的制度或觀念發展的原因、背景。他認為一旦新的歷史觀取代了傳統的看法便可以使中國人進入另一種可以適應變化的心態。此外，中國過去的真相長久以來隱晦不彰且受到曲解，對過去整理後有了確切的知識，這也就可以顯露真實的中國了。這樣便是古史辨的開端了。他對歷史和神話的重新考察與自己聽戲有很大的關係，通過考察戲中的人物考察出其訛變的方式。他認為歷史的變造在很大的程度上是統治者和其官定學派的問題，而新史學自然是要擺脫這些政治因素對歷史的曲解的。
崔述的著作和理論方法為顧頡剛提供了至關重要的理論工具。崔述憑藉對於每個時代的行文風格、時代風習來判斷是否有變造的情形。崔述看重偽經的累積性，而這正是古史辨的歷史層累觀的一個來源。同時顧頡剛也對崔述做了批判，認為“他只是儒者的辨古史，不是史家的辨古史。”他還發展杜威的透視論，考察歷史敘述和社會實況之間的關係。
顧頡剛於1939年发表的《中華民族是一個》，開啟了輸血論的先河，提出“漢人是許多民族混合起來的，他不是一個民族”“常有強壯的異族血液滲進去，使得這個已經衰老的民族時時可以回復到少壯，所以整部的中國歷史的主要問題就是內外各族的融合問題”。所以如果週期性沒落的中國文明由於野蠻人的血液得以復興，那麼又怎麼能說這個復興的產物是中國人呢？又如何能說這個產物是首尾一致的傳統呢？這就反映了顧頡剛對於歷史的持久、生存、連續以及改變的觀念的絕佳應用。而這是回扣古史辨的核心，即對中國本質的重新想像。

### 民俗研究
顧頡剛著述中一個重要的主題是：傳統中國讀書人的地位不當，現在則有改變的必要。他認為智識階級是不接近人民的，是優越的高不可攀的。他對民眾的看法多來自嚴復，聖賢思想多把智識與無識二分，把民眾想像的無知而把知識分子想像成超人。而民俗研究運動存在的理由就是，在總體文化中某些方面，唯有民眾才有革新的能力。他把人民看作社會和政治的實體，即民智可不斷啟迪，但是必須由外界來推動啟迪民智，所以他贊同當時“到民間去”的主張。1924年，他在蘇州研究婚姻、喪葬習俗，但他的目的並非是單純的觀察，而是在考察民俗的現狀，並依據研究來判斷民俗之存廢。他早在1918年還在北大讀書的時候便開始蒐集歌謠。1922年9月，他和常惠合辦《歌謠週刊》蒐集民歌素材。在廈大、中大任教時，有學生受他的影響辦起了民俗研究社，於1927年創刊的《民間文藝》更是他主要撰文的刊物。雖然1929年他離開中大後，民俗研究在中大退熱，但他的同事鍾敬文組織的全國民俗學會成立更是在1933年幾乎遍布各個省份。

## 軼事
- 顧頡剛於北京大學就讀時曾休學半年，幾乎日日都去不同戲園子看戲。為了看戲，顧氏停止學校給學生的包飯，改買燒餅，省下的錢便得以用來支應戲錢、茶錢。[14]
- 魯迅與顧頡剛曾在廈門大學同事，但在廣州中山大學兩人並沒有共事，因顧來時魯迅已離開。兩人在廈大時已有很深矛盾，常常為瑣碎的行政問題發生嚴重的衝突。《故事新編·理水》裡的「鳥頭先生」這個角色，被認為就是影射顧頡剛[註 1]。

- 他和譚慕愚有纏綿了五十多年的愛情故事，顧頡剛為其寫了無數的詩，在日記中也隨時隨地都是她的身影。1924年4月初識的時候顧頡剛便喜歡上了她，對她的愛慕之情反映在他的日記中。[15]

## 著作

### 編年
顧先生從1914年起至1980年止，除文革期間外，寫作從未間斷，積累大量的學術專著，按出版先後臚列如下：
- 《新學制國語教科書》初級中學用第五冊，(與葉紹鈞合編)，上海商務印書館初版，1923年。
- 《本國史》(與王鍾麒合編)，商務印書館再版，1925年。
- 《古史辨》第一冊(編著)，北平樸社出版，1926年。
- 《吳歌甲集》，北京大學出版，1926年。
- 《諸子辨》，樸社出版，1926年。
- 《妙峰山》，民俗學會叢書出版，1928年。
- 《孟姜女故事研究集》三冊，民俗學會叢書出版，1928年。
- 《蘇粵的婚喪》，民俗學會叢書出版，1928年。
- 《子略》(校點)，樸社出版。1928年
- 《古史辨》第二冊(編著)，樸社出版，1930年
- 《古史辨》第三冊(編著)，樸社出版，1931年
- 《書序辨》，樸社出版，1933年
- 《古史辨》第四冊(羅根澤編)，樸社出版，1933年
- 《古史辨》第五冊，樸社出版，1935年。
- 《崔東壁遺書》(編訂)(清崔述撰)，亞東圖書館出版，1935年。
- 《史記》(白文本)(與徐文珊合譯)，北平研究院出版，1936年。
- 《尚書通檢》(主編)，北平哈佛燕京學社出版，1936年。
- 《中國疆域沿革史》，上海商務印書館，1938年。
- 《古史辨》第六冊，羅根澤編，上海開明書店出版，1938年。
- 《古史辨》第七冊，呂思勉、童書業編著，上海開明書店出版，1941年。
- 《風物志：民俗學.民族學.文化史.社會史集刊》(與婁子匡合編)， 中國民俗學會1944年。
- 《秦始皇帝》，上海勝利出版社，1946年。
- 《當代中國史學》，上海勝利出版社，1947年。
- 《漢代學術史略》，上海濟東出版，1948年。
- 《西北考察日記》，合眾圖書館油印，1949年。中國社會科學院出版社，1983年。
- 《上游集》，合眾圖書館油印，1949年。
- 《浪口村隨筆》，合眾圖書館油印，1949年。
- 《西北考察日記》(1944)，合眾圖書館油印，1949年；中國社會科學院邊疆史地研究中心，1983年。
- 《中國歷史地圖集》，與章巽合編，地圖出版社，1955年。
- 《史林雜識》初編(改定)，中華書局，1963年。
- 《四部正偽》(校)(明胡應麟撰) 臺北華聯，1968年。
- 《論巴蜀與中原的關係》，四川人民出版社，1981年。
- 《秦漢的方士與儒生》，上海古籍出版社，1983年。
- 《蘇州史志筆記》，上海古籍出版社，1987年
- 《春秋三傳及國語之綜合研究》巴蜀書社出版，1988年。
- 《顧頡剛古史論文集》，北京中華書局出版，1988年。
- 《中國上古史研究講義》，北京中華書局出版，1988年。
- 《顧頡剛讀書筆記》，臺北聯經出版，1990年。
- 《顧頡剛日記》，臺北聯經出版，2007年。

### 全集
《顧頡剛全集》總計八類五十九卷六十二冊，共計二千五百萬字。全集最重要的是《顧頡剛古史論文集》。由北京中華書局2010年12月出版。
- 顧頡剛日記（附人名索引）（11卷，12冊）：其中日記部分始於1913年10月，自1921年起至1980年12月17日，此次全集都予以收錄。
- 顧頡剛書信集（5卷，5冊）：書信部分收錄顧頡剛書信1800餘封（包括家書700餘通。
- 顧頡剛古史論文集（12卷，13冊）：全集最核心的內容，其中卷一至卷四為「層累地造成的中國古史」觀的論述和對於古史傳說及夏、商、周至春秋史實的考辨。卷五、卷六為古代民族和疆域的探索；卷七至卷十一為古書真偽、內容和著作時代的考訂，其中卷十（上、下）所收的《尚書大誥譯證》，是顧先生晚年最為重要的著作；卷十二收入《現代初中教科書本國史》、《國史講話》、《當代中國史學》、《中國史學入門》四部專書。
- 顧頡剛民俗論文集（2卷，2冊）：部分除收入《吳歌甲集》、《孟姜女故事研究集》、《妙峰山》三部專書外，還包括有關歌謠、風俗、民間文藝等的序跋與論述、探討等。
- 顧頡剛讀書筆記（附篇目分類索引）（16卷，17冊）：顧先生六十餘年積累了近二百冊筆記，約600萬字。
- 寶樹園文存（6卷，6冊）：顧先生所寫文章，除收入《古史論文集》、《民俗論文集》以外者，均收入《寶樹園文存》部分。
- 清代著述考（5卷，5冊）：顧先生早年為研究清代學術而作，對清代五百多位學者的著述、版本等作了輯錄，並附相關的序跋及考證。其中一小部分曾經整理，陸續發表在《國立中山大學圖書館週刊》上。此次收入原稿全部，另將排印的部分附於原稿之末。
- 顧頡剛文庫古籍書目（2卷，2冊）：著錄中國社會科學院顧頡剛文庫內約六千部線裝書，著錄方式按經、史、子、集四部，外加叢書、新學，共分六大類。並將書中各家題跋匯為「題記編」。

## 腳註
1. ↑  據《說文解字》，"顧"字從頁雇聲，雇是鳥名，頁本義是頭。

1. 1 2  中华书局全集（2010年）
2. 1 2 3 4  古史辨（1982年）
3. 1 2 3 4 5  顾潮（2011年）
4. 1 2 3 4  顾潮，顾洪（2015年）
5. ↑  余英時（2007年）
6. ↑  施耐德（1984年），第5-6页
7. ↑  联经日記（2007年）
8. ↑  余英時（2007年），第3-8页
9. ↑  施耐德（1984年），第9-10页
10. 1 2  施耐德（1984年）
11. ↑  刘俐娜（1999年）
12. ↑  施耐德（1984年），第10-14页
13. ↑  這裡的“到民間去”不等同於1870年代俄國民粹派的概念，僅僅是借用這句口號，甚至意義完全相反。
14. ↑  顧頡剛. . 東方文化雜誌. 1950.
15. ↑  余英時（2007年），第76-111页
16. ↑  其餘發表的論文，專著未收錄著，詳見《顧頡剛全集》。